# Englands grevskap
| Grevskap fram till 1889             | Landstingsområden 1889–1965         |
| Grevskap fram till 1889             | Landstingsområden 1889–1965         |
| Enheter på landstingsnivå 1965–1974 | Grevskap 1974–1996                  |
| Enheter på landstingsnivå 1965–1974 | Grevskap 1974–1996                  |
| Ceremoniella grevskap från 1998     | Enheter på landstingsnivå från 1998 |
| Ceremoniella grevskap från 1998     | Enheter på landstingsnivå från 1998 |

Detta är en lista över Englands grevskap (counties) och andra enheter på landstingsnivå (county level entities) under olika tidsperioder. Listan är ordnad i princip från sydväst till nordost. Den är uppdelad i huvudsak efter regioner, men notera att regionerna infördes först 1994. Enheterna är också uppdelade efter ceremoniella grevskap, det vill säga områden med gemensam lordlöjtnant. Yorkshire utgör ett specialfall, som trots att det sedan restaurationen var uppdelat på tre lordlöjtnanter (för East, West respektive North Riding of Yorkshire) betraktades som ett grevskap fram till 1974. Det första namnet i varje ruta är också namnet på det ceremoniella grevskapet; grevskap som enbart är ceremoniella markeras med understruket namn.
Uppdelningen inom grevskap före 1889 är i områden som hade separata Quarter Sessions-domstolar eller var stadsgrevskap (counties corporate), de senare markerade med kursivt. Stadsgrevskapen hade också egna lordlöjtnanter fram till 1882 (de facto) eller 1974 (de jure). City of London, där lordlöjtnantens funktion sköts av en kommitté med borgmästaren i spetsen, är i detta avseende fortfarande separerat från resten av London.
Mellan 1889 och 1974 är uppdelningen i områden som hade egna landsting eller var landstingsfria städer (county boroughs), de senare markerade med kursivt. 1894 delades landstingsområdena in i distrikt, en indelning som fortfarande används. Dock genomfördes en stor distriktssammanslagning vid den administrativa reformen 1974. Notera att flera städer blev landstingsfria även mellan de stora reformerna 1889 och 1965; det läge som beskrivs i tabellen är i allmänhet det i slutet av respektive period.
1974 infördes storstadsområden (metropolitan counties), som är markerade med fetstil i tabellen tillsammans med Greater London, som har en liknande status. Storstadsområdenas och Greater Londons landsting avskaffades 1986, så efter det är de ingående distrikten (metropolitan boroughs respektive London boroughs) i strikt mening enheter på landstingsnivå. Trots detta brukar storstadsområdena, och även Berkshire, räknas som enheter på landstingsnivå.
I fem steg (1995, 1996, 1997, 1998, 2009) har nya landstingsfria distrikt (denna gång kallade enhetskommuner eller unitary authorities) införts, markerade med kursivt i tabellen. Ingen ny lagstiftning skapades för enhetskommunerna, så rent juridiskt är de separata grevskap i administrativt hänseende, även om det oftast är de ceremoniella grevskapen som avses när grevskap omtalas utan närmare precisering idag.
Listan visar även större överföringar av områden mellan grevskapen, men många mindre gränsförändringar har också genomförts, speciellt vid reformerna 1889 och 1974. De områden som är numrerade på kartorna har motsvarande nummer inom parentes efter namnet. Understrukna nummer refererar till kartan över ceremoniella grevskap från 1998, i övrigt motsvarar varje kolumn en karta.

## Sydvästra England
| –1889                                     | 1889–1965                                 | 1965–1974                                 | 1974–1995                                            | 2009–                                                                     |
| ----------------------------------------- | ----------------------------------------- | ----------------------------------------- | ---------------------------------------------------- | ------------------------------------------------------------------------- |
| Cornwall (6)                              | Cornwall (49), Scillyöarna                | Cornwall (46), Scillyöarna                | Cornwall (46), Scillyöarna                           | Cornwall (47, 82), Scillyöarna (ej på kartan)                             |
| Devon (9), Exeter                         | Devon (48), Exeter, Plymouth              | Devon (45), Exeter, Plymouth, Torbay      | Devon (45)                                           | Devon (46, 79), Plymouth (81), Torbay (80)                                |
| Somerset (30)                             | Somerset (47), Bath                       | Somerset (44), Bath                       | Somerset (44)                                        | Somerset (35, 78), Bath and North East Somerset (60), North Somerset (59) |
| Somerset (30)                             | Somerset (47), Bath                       | Somerset (44), Bath                       | Avon (33)                                            | Somerset (35, 78), Bath and North East Somerset (60), North Somerset (59) |
| Gloucestershire (13), Bristol, Gloucester | Gloucestershire (33), Bristol, Gloucester | Gloucestershire (31), Bristol, Gloucester | Bristol (34, 58)                                     |                                                                           |
| Gloucestershire (13), Bristol, Gloucester | Gloucestershire (33), Bristol, Gloucester | Gloucestershire (31), Bristol, Gloucester | Gloucestershire (33, 54), South Gloucestershire (57) |                                                                           |
| Gloucestershire (13), Bristol, Gloucester | Gloucestershire (33), Bristol, Gloucester | Gloucestershire (31), Bristol, Gloucester | Gloucestershire (31)                                 |                                                                           |
| Wiltshire (37)                            | Wiltshire (36)                            | Wiltshire (34)                            | Wiltshire (34)                                       | Wiltshire (36, 61), Swindon (62)                                          |
| Dorset (10), Poole                        | Dorset (46)                               | Dorset (43)                               | Dorset (43) (del från Hampshire)                     | Dorset (45, 75), Bournemouth (77), Poole (76)                             |

## Sydöstra Englandoch Storlondon
| –1889                                 | 1889–1965                                                                  | 1965–1974                                                                  | 1974–1995                                                        | 2009– |
| ------------------------------------- | -------------------------------------------------------------------------- | -------------------------------------------------------------------------- | ---------------------------------------------------------------- | --- |
| Hampshire (14), Southampton           | Hampshire (44), Isle of Wight (45), Bournemouth, Portsmouth, Southampton   | Hampshire (41), Isle of Wight (42), Bournemouth, Portsmouth, Southampton   | Hampshire (41) (del även till Dorset)                            | Hampshire (43, 71), Portsmouth (73), Southampton (72)                                                    |
| Hampshire (14), Southampton           | Hampshire (44), Isle of Wight (45), Bournemouth, Portsmouth, Southampton   | Hampshire (41), Isle of Wight (42), Bournemouth, Portsmouth, Southampton   | Isle of Wight (42)                                               | Isle of Wight (44, 74)                                                                                   |
| Sussex (34): West Sussex, East Sussex | Sussex: West Sussex (42), East Sussex (41), Brighton, Eastbourne, Hastings | Sussex: West Sussex (39), East Sussex (38), Brighton, Eastbourne, Hastings | West Sussex (39) (del från Surrey)                               | West Sussex (41, 69)                                                                                     |
| Sussex (34): West Sussex, East Sussex | Sussex: West Sussex (42), East Sussex (41), Brighton, Eastbourne, Hastings | Sussex: West Sussex (39), East Sussex (38), Brighton, Eastbourne, Hastings | East Sussex (38)                                                 | East Sussex (40, 67), Brighton & Hove (68)                                                               |
| Buckinghamshire (3)                   | Buckinghamshire (31)                                                       | Buckinghamshire (29)                                                       | Buckinghamshire (29) (del till Berkshire)                        | Buckinghamshire (31, 52), Milton Keynes (51)                                                             |
| Berkshire (2)                         | Berkshire (37), Reading                                                    | Berkshire (35), Reading                                                    | Berkshire (35) (delar från Buckinghamshire och till Oxfordshire) | Berkshire (37, 63): Bracknell Forest, Reading, Slough, West Berkshire, Windsor and Maidenhead, Wokingham |
| Oxfordshire (27)                      | Oxfordshire (32), Oxford                                                   | Oxfordshire (30), Oxford                                                   | Oxfordshire (30) (del från Berkshire)                            | Oxfordshire (32, 53)                                                                                     |
| Middlesex (22), City of London        | Middlesex (38)                                                             | Greater London (36) (även delar från Essex, Hertfordshire och Kent)        | Greater London (36)                                              | Greater London (38, 64)                                                                                  |
| Middlesex (22), City of London        | City of London, grevskapet London (39) (även del från Kent)                | Greater London (36) (även delar från Essex, Hertfordshire och Kent)        | Greater London (36)                                              | Greater London (38, 64)                                                                                  |
| Surrey (33)                           |                                                                            | Greater London (36) (även delar från Essex, Hertfordshire och Kent)        | Greater London (36)                                              | Greater London (38, 64)                                                                                  |
| Surrey (43), Croydon                  |                                                                            | Greater London (36) (även delar från Essex, Hertfordshire och Kent)        | Greater London (36)                                              | Greater London (38, 64)                                                                                  |
| Surrey (40) (del från Middlesex)      | Surrey (40) (del till West Sussex)                                         | Surrey (42, 70)                                                            |                                                                  | |
| Kent (18), Canterbury                 | Kent (40), Canterbury (del till grevskapet London)                         | Kent (37), Canterbury (del till Greater London)                            | Kent (37)                                                        | Kent (39, 66), Medway (65)                                                                               |

## Östra England
| –1889                                    | 1889–1965                                              | 1965–1974                                                         | 1974–1995           | 2009–                                                                                |
| ---------------------------------------- | ------------------------------------------------------ | ----------------------------------------------------------------- | ------------------- | ------------------------------------------------------------------------------------ |
| Bedfordshire (1)                         | Bedfordshire (30), Luton                               | Bedfordshire (28), Luton                                          | Bedfordshire (28)   | Bedfordshire (30): Bedford (del av 49), Central Bedfordshire (del av 49), Luton (50) |
| Hertfordshire (16)                       | Hertfordshire (29)                                     | Hertfordshire (27) (delar till Greater London och från Middlesex) | Hertfordshire (27)  | Hertfordshire (29, 48)                                                               |
| Essex (12)                               | Essex (28), East Ham, Southend-on-Sea, West Ham        | Essex (26), Southend-on-Sea (delar till Greater London)           | Essex (26)          | Essex (28, 45), Southend-on-Sea (46), Thurrock (47)                                  |
| Suffolk (32): East Suffolk, West Suffolk | Suffolk: East Suffolk (26), West Suffolk (27), Ipswich | Suffolk: East Suffolk (24), West Suffolk (25), Ipswich            | Suffolk (25)        | Suffolk (27, 44)                                                                     |
| Norfolk (23), Norwich                    | Norfolk (25), Great Yarmouth, Norwich                  | Norfolk (23), Great Yarmouth, Norwich                             | Norfolk (24)        | Norfolk (26, 43)                                                                     |
| Cambridgeshire, Isle of Ely (båda 4)     | Cambridgeshire (23), Isle of Ely (24)                  | Cambridgeshire and Isle of Ely (22)                               | Cambridgeshire (23) | Cambridgeshire (25, 42), Peterborough (41)                                           |
| Huntingdonshire (17)                     | Huntingdonshire (22)                                   | Huntingdon and Peterborough (21) (del från Northamptonshire)      | Cambridgeshire (23) | Cambridgeshire (25, 42), Peterborough (41)                                           |

## Västra Midlands
| –1889                          | 1889–1965                                                                                               | 1965–1974 | 1974–1995                                   | 2009–                                        |
| ------------------------------ | --- | --- | ------------------------------------------- | -------------------------------------------- |
| Herefordshire (15)             | Herefordshire (35)                                                                                      | Herefordshire (33) | Hereford and Worcester (32)                 | Herefordshire (20, 56)                       |
| Worcestershire (38), Worcester | Worcestershire (34), Dudley, Worcester                                                                  | Worcestershire (32), Worcester (Dudley till Staffordshire)                                                                                | Hereford and Worcester (32)                 | Worcestershire (21, 55)                      |
| Worcestershire (38), Worcester | Worcestershire (34), Dudley, Worcester                                                                  | Worcestershire (32), Worcester (Dudley till Staffordshire)                                                                                | West Midlands (19)                          | West Midlands (22, 35)                       |
| Warwickshire (35)              | Warwickshire (17), Birmingham, Coventry, Solihull                                                       | Warwickshire (17), Birmingham, Coventry, Solihull                                                                                         | West Midlands (19)                          | West Midlands (22, 35)                       |
| Warwickshire (35)              | Warwickshire (17), Birmingham, Coventry, Solihull                                                       | Warwickshire (17), Birmingham, Coventry, Solihull                                                                                         | Warwickshire (20)                           | Warwickshire (23, 36)                        |
| Shropshire (29)                | Shropshire (15)                                                                                         | Shropshire (15) | Shropshire (17)                             | Shropshire (19, 31), Telford and Wrekin (32) |
| Staffordshire (31), Lichfield  | Staffordshire (16), Burton upon Trent, Smethwick, Stoke-on-Trent, Walsall, West Bromwich, Wolverhampton | Staffordshire (16), Burton upon Trent, Dudley (delvis från Worcestershire), Stoke on Trent, Walsall, Warley, West Bromwich, Wolverhampton | Staffordshire (18) (del till West Midlands) | Staffordshire (18, 33), Stoke-on-Trent (34)  |

## Östra Midlandsutom Lincolnshire
| –1889                                            | 1889–1965                                                     | 1965–1974                                                                 | 1974–1995             | 2009–                                     |
| ------------------------------------------------ | ------------------------------------------------------------- | ------------------------------------------------------------------------- | --------------------- | ----------------------------------------- |
| Northamptonshire, Soke of Peterborough (båda 24) | Northamptonshire (20), Soke of Peterborough (21), Northampton | Northamptonshire (20), Northampton (del till Huntingdon and Peterborough) | Northamptonshire (22) | Northamptonshire (24, 40)                 |
| Leicestershire (20)                              | Leicestershire (18), Leicester                                | Leicestershire (18), Leicester                                            | Leicestershire (21)   | Leicestershire (17, 37), Leicester (38)   |
| Rutland (28)                                     | Rutland (19)                                                  | Rutland (19)                                                              | Leicestershire (21)   | Rutland (16, 39)                          |
| Derbyshire (8)                                   | Derbyshire (13), Derby                                        | Derbyshire (13), Derby                                                    | Derbyshire (15)       | Derbyshire (13, 24), Derby (25)           |
| Nottinghamshire (26), Nottingham                 | Nottinghamshire (12), Nottingham                              | Nottinghamshire (12), Nottingham                                          | Nottinghamshire (14)  | Nottinghamshire (14, 21), Nottingham (22) |

## Nordvästra England
| –1889                 | 1889–1965 | 1965–1974 | 1974–1995 | 2009– |
| --------------------- | --- | --- | --- | --- |
| Cheshire (5), Chester | Cheshire (14), Birkenhead, Chester, Stockport, Wallasey | Cheshire (14), Birkenhead, Chester, Stockport, Wallasey | Merseyside (8) (del från Lancashire)                                                                            | Merseyside (11, 27)                                                                                           |
| Cheshire (5), Chester | Cheshire (14), Birkenhead, Chester, Stockport, Wallasey | Cheshire (14), Birkenhead, Chester, Stockport, Wallasey | Greater Manchester (9) (del från Lancashire)                                                                    | Greater Manchester (10, 26)                                                                                   |
| Cheshire (5), Chester | Cheshire (14), Birkenhead, Chester, Stockport, Wallasey | Cheshire (14), Birkenhead, Chester, Stockport, Wallasey | Cheshire (16)                                                                                                   | Cheshire (12): Cheshire East (del av 30), Cheshire West and Chester (del av 30), Halton (28), Warrington (29) |
| Lancashire (19)       | Lancashire (5), Barrow-in-Furness, Blackburn, Blackpool, Bolton, Bootle, Burnley, Bury, Liverpool, Manchester, Oldham, Preston, Rochdale, Salford, Southport, St Helens, Warrington, Wigan | Lancashire (5), Barrow-in-Furness, Blackburn, Blackpool, Bolton, Bootle, Burnley, Bury, Liverpool, Manchester, Oldham, Preston, Rochdale, Salford, Southport, St Helens, Warrington, Wigan | Cheshire (16)                                                                                                   | Cheshire (12): Cheshire East (del av 30), Cheshire West and Chester (del av 30), Halton (28), Warrington (29) |
| Lancashire (19)       | Lancashire (5), Barrow-in-Furness, Blackburn, Blackpool, Bolton, Bootle, Burnley, Bury, Liverpool, Manchester, Oldham, Preston, Rochdale, Salford, Southport, St Helens, Warrington, Wigan | Lancashire (5), Barrow-in-Furness, Blackburn, Blackpool, Bolton, Bootle, Burnley, Bury, Liverpool, Manchester, Oldham, Preston, Rochdale, Salford, Southport, St Helens, Warrington, Wigan | Lancashire (7) (delar till Cumbria, Greater Manchester och Merseyside, och delar från West Riding of Yorkshire) | Lancashire (5, 5), Blackburn with Darwen (7), Blackpool (6)                                                   |
| Lancashire (19)       | Lancashire (5), Barrow-in-Furness, Blackburn, Blackpool, Bolton, Bootle, Burnley, Bury, Liverpool, Manchester, Oldham, Preston, Rochdale, Salford, Southport, St Helens, Warrington, Wigan | Lancashire (5), Barrow-in-Furness, Blackburn, Blackpool, Bolton, Bootle, Burnley, Bury, Liverpool, Manchester, Oldham, Preston, Rochdale, Salford, Southport, St Helens, Warrington, Wigan | Cumbria (6) (delar från Lancashire och West Riding of Yorkshire)                                                | Cumbria (4, 4)                                                                                                |
| Westmorland (36)      | Westmorland (3) | Westmorland (3) | Cumbria (6) (delar från Lancashire och West Riding of Yorkshire)                                                | Cumbria (4, 4)                                                                                                |
| Cumberland (7)        | Cumberland (4), Carlisle | Cumberland (4), Carlisle | Cumbria (6) (delar från Lancashire och West Riding of Yorkshire)                                                | Cumbria (4, 4)                                                                                                |

## Nordöstra England,Yorkshire och Humbersamt Lincolnshire
| –1889                                                                              | 1889–1965 | 1965–1974 | 1974–1995                                                                    | 2009– |
| ---------------------------------------------------------------------------------- | --- | --- | ---------------------------------------------------------------------------- | --- |
| Lincolnshire (21): Holland, Kesteven, Lindsey, Lincoln                             | Holland (10), Kesteven (11), Lindsey (9), Lincoln, Grimsby | Holland (10), Kesteven (11), Lindsey (9), Lincoln, Grimsby | Lincolnshire (13)                                                            | Lincolnshire (15, 20), North Lincolnshire (18), North East Lincolnshire (19)                                  |
| Lincolnshire (21): Holland, Kesteven, Lindsey, Lincoln                             | Holland (10), Kesteven (11), Lindsey (9), Lincoln, Grimsby | Holland (10), Kesteven (11), Lindsey (9), Lincoln, Grimsby | Humberside (12)                                                              | Lincolnshire (15, 20), North Lincolnshire (18), North East Lincolnshire (19)                                  |
| East Riding of Yorkshire (del av 39)                                               | East Riding of Yorkshire (8), Kingston upon Hull | East Riding of Yorkshire (8), Kingston upon Hull | East Riding of Yorkshire (7, 16), Kingston upon Hull (17)                    | |
| West Riding of Yorkshire (del av 39), York (egentligen utanför riding-indelningen) | West Riding of Yorkshire (6), Barnsley, Bradford, Dewsbury, Doncaster, Halifax, Huddersfield, Kingston upon Hull, Leeds, Rotherham, Sheffield, Wakefield, York | West Riding of Yorkshire (6), Barnsley, Bradford, Dewsbury, Doncaster, Halifax, Huddersfield, Kingston upon Hull, Leeds, Rotherham, Sheffield, Wakefield, York | South Yorkshire (11)                                                         | South Yorkshire (8, 23)                                                                                       |
| West Riding of Yorkshire (del av 39), York (egentligen utanför riding-indelningen) | West Riding of Yorkshire (6), Barnsley, Bradford, Dewsbury, Doncaster, Halifax, Huddersfield, Kingston upon Hull, Leeds, Rotherham, Sheffield, Wakefield, York | West Riding of Yorkshire (6), Barnsley, Bradford, Dewsbury, Doncaster, Halifax, Huddersfield, Kingston upon Hull, Leeds, Rotherham, Sheffield, Wakefield, York | West Yorkshire (10)                                                          | West Yorkshire (9, 8)                                                                                         |
| West Riding of Yorkshire (del av 39), York (egentligen utanför riding-indelningen) | West Riding of Yorkshire (6), Barnsley, Bradford, Dewsbury, Doncaster, Halifax, Huddersfield, Kingston upon Hull, Leeds, Rotherham, Sheffield, Wakefield, York | West Riding of Yorkshire (6), Barnsley, Bradford, Dewsbury, Doncaster, Halifax, Huddersfield, Kingston upon Hull, Leeds, Rotherham, Sheffield, Wakefield, York | North Yorkshire (5) (delar till Lancashire och Cumbria)                      | North Yorkshire (6, 9), Middlesbrough (12), Redcar and Cleveland (14), Stockton-on-Tees (11) (del), York (15) |
| North Riding of Yorkshire (del av 39)                                              | North Riding of Yorkshire (7), Middlesbrough | North Riding of Yorkshire (7), Teesside | North Yorkshire (5) (delar till Lancashire och Cumbria)                      | North Yorkshire (6, 9), Middlesbrough (12), Redcar and Cleveland (14), Stockton-on-Tees (11) (del), York (15) |
| North Riding of Yorkshire (del av 39)                                              | North Riding of Yorkshire (7), Middlesbrough | North Riding of Yorkshire (7), Teesside | Cleveland (4)                                                                | North Yorkshire (6, 9), Middlesbrough (12), Redcar and Cleveland (14), Stockton-on-Tees (11) (del), York (15) |
| Durham (11)                                                                        | Durham (2), Darlington, Gateshead, South Shields, Stockton-on-Tees, Sunderland, West Hartlepool                                                                | Durham (2), Darlington, Gateshead, Hartlepool, South Shields, Sunderland                                                                                       | Durham (3, 3), Darlington (10), Hartlepool (13), Stockton-on-Tees (11) (del) | |
| Durham (11)                                                                        | Durham (2), Darlington, Gateshead, South Shields, Stockton-on-Tees, Sunderland, West Hartlepool                                                                | Durham (2), Darlington, Gateshead, Hartlepool, South Shields, Sunderland                                                                                       | Durham (3, 3), Darlington (10), Hartlepool (13), Stockton-on-Tees (11) (del) | Durham (3) (del till Tyne and Wear)                                                                           |
| Durham (11)                                                                        | Durham (2), Darlington, Gateshead, South Shields, Stockton-on-Tees, Sunderland, West Hartlepool                                                                | Durham (2), Darlington, Gateshead, Hartlepool, South Shields, Sunderland                                                                                       | Tyne and Wear (del från Durham) (2)                                          | Tyne and Wear (2, 2)                                                                                          |
| Northumberland (25), Berwick-upon-Tweed, Newcastle upon Tyne                       | Northumberland (1), Newcastle-upon-Tyne, Tynemouth | Northumberland (1), Newcastle-upon-Tyne, Tynemouth | Tyne and Wear (del från Durham) (2)                                          | Tyne and Wear (2, 2)                                                                                          |
| Northumberland (25), Berwick-upon-Tweed, Newcastle upon Tyne                       | Northumberland (1), Newcastle-upon-Tyne, Tynemouth | Northumberland (1), Newcastle-upon-Tyne, Tynemouth | Northumberland (1)                                                           | Northumberland (1, 1)                                                                                         |